# Шалатони
Шалатони — деревня в Смоленском районе Смоленской области России. Входит в состав Касплянского сельского поселения. Население — 2 жителя (2010 год). 
Расположена в западной части области в 37 км к северо-западу от Смоленска, в 4 км северо-восточнее автодороги Р133 Смоленск — Невель, на берегу реки Каспля. В 25 км южнее деревни расположена железнодорожная станция О.п. 416-й км на линии Смоленск — Витебск. 

## История
В годы Великой Отечественной войны деревня была оккупирована гитлеровскими войсками в июле 1941 года, освобождена в сентябре 1943 года. 